# Кухулін

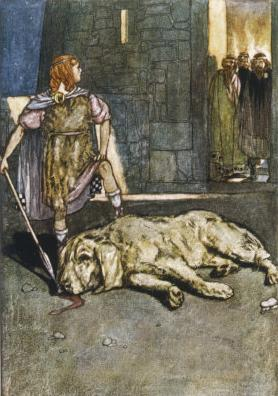
Кухулін

Кухулін (ірл. Cú Chulainn, «Кулянів хорт») — герой ірландської міфології, воїн, який з'являється в оповіданнях Ольстерського циклу, а також у шотландському та менському фольклорі. Вважається, що він є втіленням бога Люґа, який притому є його батьком. Кухулін народився від незайманої дівчини, сестри короля Конхобара, та світлого бога Люґа. Є міфічним національним героєм Ірландії.
Названий при народженні Сетантою, він отримує своє знамените ім'я Кухулін у дитинстві, після того як він, захищаючись, випадково вбиває сторожового пса Куляна та пропонує власнику стати на місце забитого пса, допоки не знайдеться заміни. Вже у сімнадцятирічному віці він без сторонньої допомоги захищав Ольстер проти військ королеви Мебд при відомому «Викраденні бугая з Кулнья». Кухуліну пророчили, що його великі діяння принесуть йому вічну славу, але життя його в той же час буде коротким.
Кухулін поділяє вражаючу схожість з легендарним перським героєм Рустамом, а також з легендарною німецькою «Піснею про Гільдебранда» та подвигами грецького епічного героя Геркулеса, що вказує на можливе спільне індо-європейське походження.

## Життєпис
Кухулін, згідно з однією з версій, є сином Дехтіре, сестри короля Ольстера Конхобара, і бога світла Луга, за іншою версією, є сином Конхобара та Дехтіре (уявлення, що походить з часів матріархату). Прийомний син Фергуса.
Згідно з переказами, Кухулін жив під час правління короля Уладу (Ульстера, Ольстера) (одного з королівств Ірландії) Конхобара в місті Емайн Маха (столиці королівства), тобто на рубежі н. е. Багато персонажів цього циклу ймовірно були історичними особами, в тому числі й сам Кухулін, але образ його придбав безліч магічних та легендарних рис. За давньоірландськими хроніками було зроблено приблизні висновки про вік героя: він народився в 34 році до н. е., в 7 років взяв зброю в рук, у 17 бився з ворогами в «Викраденні», у 27 років загинув.
У дитинстві здійснив типові для героя подвиги (пор. Геракл): зокрема, щоб не запізнитися на бенкет на честь свого дядька Конхобара, вбиває страхітливого собаку коваля Куланна, після чого охороняє його будинок до тих пір, доки не виросте щеня убитого собаки. Завдяки цьому герой отримує своє ім'я та один з гейсів, до цього він був відомий під ім'ям «Сетанта». Почувши одного разу пророкування, що той хто отримає у цей день зброю буде найвідомішим воїном, але проживе недовго, Кухулін обманом отримує зброю в свої руки саме в зазначений день.
Вигляд героя підкреслює його незвичайність: на руках і ногах у нього по 7 пальців, в очах — по 7 зіниць, і в кожній з них — по сім дорогоцінних каменів. На щоках є по чотири ямочки: блакитні, пурпурові, зелені і жовті. На голові у нього було п'ятдесят світло-жовтих пасмів. (В інший скелі сказано: «Сім зіниць було в очах юнака — три в одному і чотири в іншому …»).
Коли Кухулін став юнаком і пройшов обряд ініціації, жінки та дівчата Ірландії почали закохуватися в нього за його красу та подвиги. За наполяганням ольстерців він вирішив одружитися, але батько Емер, дівчини, до якої він посватався, зажадав від нього виконання низки важких завдань, сподіваючись, що Кухулін загине. Кухулін, однак, вийшов переможцем в усіх випробуваннях і одружився. Під час цього небезпечного сватівства Кухулін побував у Шотландії (ірландською Альбенех, Альба), де навчитися тонкощам бойового мистецтва. Кухулін став коханцем Уатах, дочки своєї наставниці Скатах, Уатах народила від нього сина Конлайха. Коли Конлайх виріс, він вирушив у Ірландію розшукувати батька, ім'я якого йому було невідоме. Вони зустрілися, і воювали, не впізнаючи один одного, і батько вбив сина.
У віці 17 років Кухулін зробив свій найбільший подвиг. Королева Коннахту Медб, бажаючи у що б то не стало добути надзвичайно рослого і красивого бика, що належав лорду Ольстеру, який не хотів його продати, спорядила величезне військо і вдерлася в Ольстер. Під час нападу ворогів всі дорослі чоловіки Ольстеру зазнали недугу через прокляття. Цією недугою не був вражений лише Кухулін (за однією з версій — через своє божественне походження, за іншою — через малий вік). Вимушений один боронитися, Кухулін встав біля броду, через який повинно було пройти вороже військо, і зміг змусити Медб укласти з ним договір, згідно з яким він раз на день бився з одним лише воїном. Військо Медб не мало права йти далі, не вразивши Кухуліна. Таким чином Кухуліну вдалося стримати вороже військо до зцілення ольстерців (уладів).
В «Бенкеті Брікрена» (Fled Bricrenn) описується, як Кухулін змагався з іншими героями ольстерців (уладів). Він перевершив їх усіх в хоробрості, прийнявши виклик чарівника Курої (Ку Рої), який запропонував тому, хто бажає відрубати йому голову з умовою, що потім сам він, якщо зможе, зробить з противником те ж саме. Кухулін відрубав Курої голову, яка негайно приросла, і потім поклав свою голову на плаху, але Курої оголосив, що це було лише випробуванням його сміливості.

### Пригоди
- Кухулін полюбив сиду Фанд і проникає в потойбічний світ Мананнана.
- Втручається в Викрадення бика з Куальнге.

### Смерть
Відкидає любов богині смерті Морріган і після цього позбавляється її підтримки. Порушує низку гейсів (заборон, табу), Зокрема, позбавляється зброї (під час зустрічі з філідами, які вимагають подарувати їм зброю, інакше погрожуючи ославити героя в піснях, Кухулін «віддає» їм зброю, пронизуючи їх, але залишаючи зброю в тілах). Вражений насмерть ворогами своїм же списом, він вмирає стоячи, прив'язавши себе до священного каменя.